# 鄭昌
郑昌（?—?），秦末时吴县县令，与項梁、项羽关系很好。陳勝、吳廣發動大澤之變後，項梁、項羽刺殺會稽太守殷通，起兵抗秦，鄭昌跟随项羽左右，封大夫。
前206年，项羽處死韩王韩成之后，立郑昌为韩王，对抗汉王刘邦。汉王刘邦找到韩國宗室公孫信，封為韓國太尉，派其攻取韩地。漢兵前進，項羽所封的諸侯王紛紛歸順，但鄭昌堅守，刘邦跟公孫信說，只要拿下韓國，就可以當韓王，公孫信於是猛攻，連下十餘城，郑昌投降。
郑昌投降後，公孫信被刘邦封为韩王，即韩王信。